# 公会 (电子游戏)
公會是部份的大型多人線上角色扮演遊戲允許其遊戲中的玩家在遊戲中所組成之組織。
公會成員可以在其中享受較非公會成員更多的遊戲內容，或是在遊戲中享有優惠，例如可以以較低的價格購買物品/购买非公会成员无法获得的物品、可以獲得較多的經驗點、可以享有公會專屬的地圖和倉庫。
遊戲中的公會有着各种各样等等組成方式，但其构成通常比隊伍來得複雜。公会的人数上限一般大于队伍。